# Elf Świętego Mikołaja

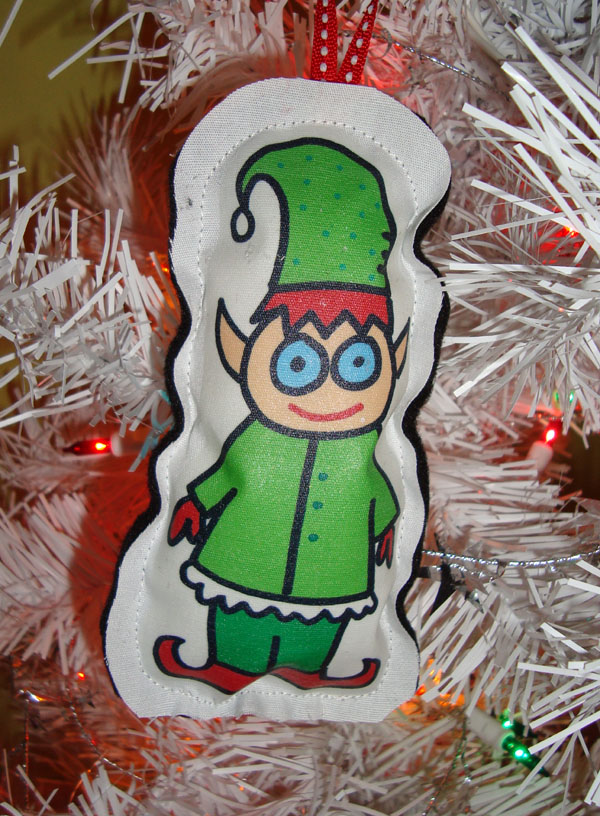
Elf Świętego Mikołaja

Elf Świętego Mikołaja – folklorystyczna postać, która mieszka ze Świętym Mikołajem na biegunie północnym.
Według niektórych tradycji elfy wyręczają Świętego Mikołaja w rozdawaniu prezentów pod choinkę lub mu w tym pomagają.